# Сердце-Камень
Се́рдце-Ка́мень — скалистый мыс на северо-востоке Чукотского полуострова, на побережье Чукотского моря, в пределах Чукотского района Чукотского автономного округа. В 11 км западнее находится национальное село Энурмино.
Чукотское название — Пыттэлгыянраквын, что означает «отдельный камень на конце вытянувшегося мыса».

## Исторические сведения
Был открыт в 1728 году В. Берингом, но при нанесении на карту по итогам экспедиции Г. Миллер ошибочно присвоил мысу название Сердце-Камень — нужный объект находился гораздо южнее, на берегу Залива Креста, и именно он имел внешнее сходство с человеческим сердцем. 1 сентября 1778 года мореплаватель Д. Кук закрепил данный топоним на карте, при этом высказав сомнение в удачности выбранного названия.

## География
Полоса суши от мыса Лялёра (Восточно-Сибирское море) до Сердце-Камня и «районов лагун Инчоун и Уэлен представляют собой типичный лагунный берег, отчлененный от моря галечными и песчано-галечными надводными барами, прорезанными в отдельных местах узкими протоками, которые соединяют лагуны с морем» (В. И. Соломатин, Л. А. Жигарев, В. А. Совершаев, 1998).

## Фауна
На побережья мыса в 2009 году учёными было зафиксировано крупнейшее в мире лежбище тихоокеанских моржей, где собралось 97 тыс. особей.
На скалах существуют небольшие колонии морских птиц — бургомистра (60 пар), берингова баклана и ипатки.